# NGC 1988
NGC 1988 je zvijezda u zviježđu Biku. 

## Vanjske poveznice
- SEDS: NGC 1988